# Metro v New Yorku

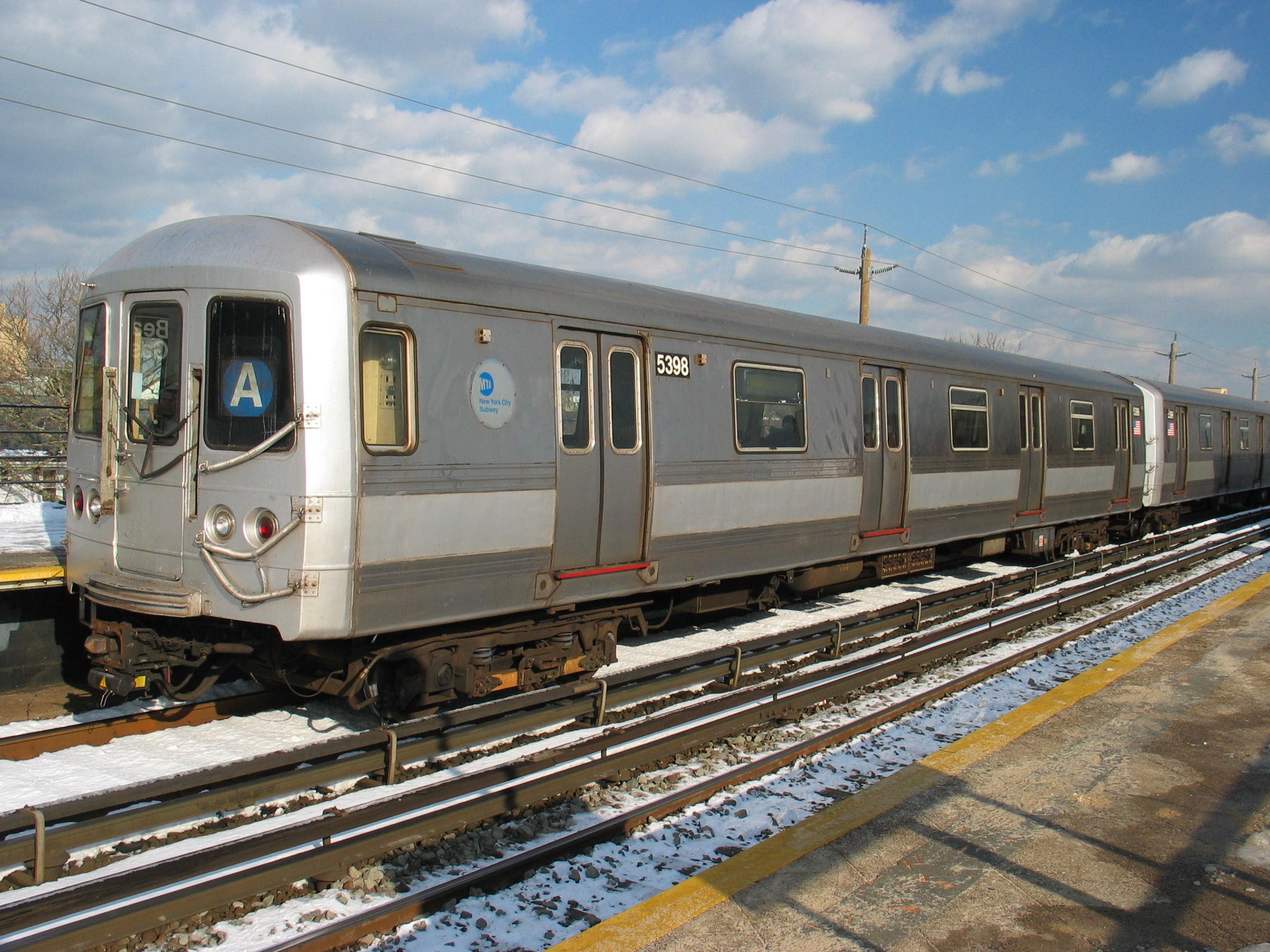
Typická souprava metra

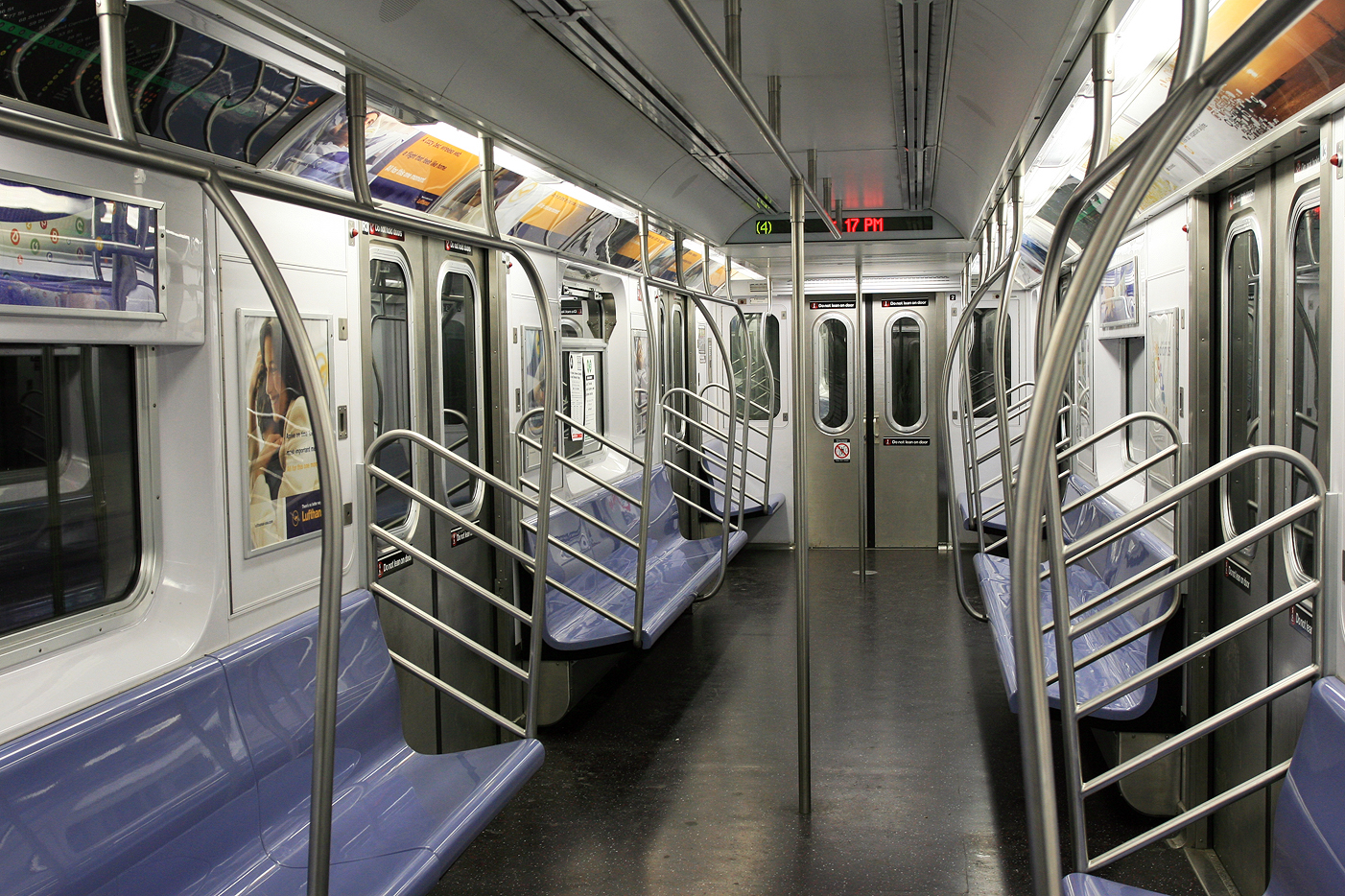
Interiér vlaku

Metro v New Yorku (anglicky New York City Subway, nebo jen krátce anglicky Subway) tvoří páteř městské hromadné dopravy ve městě. Jeho vlastníkem je město, které jej pronajalo dopravci s názvem New York City Transit Authority, pobočce společnosti Metropolitan Transportation Authority (zkracované písmeny MTA). Jedná se o nejrozšířenější síť metra na světě, s 468 stanicemi na 26 linkách. (pokud jsou všechna nástupiště počítána jednotlivě; jsou-li přestupní stanice započítány jako jedna, je potom stanic 422), 368 km tratí, celkem 1355 km kolejí a více než šesti tisíci nasazovanými vozy. Denně metro přepraví přes 6 milionů cestujících. Jako jeden z mála systémů slouží newyorská podzemní dráha cestujícím bez přestávky, 24 hodin denně, 7 dní v týdnu, 365 dní v roce.

## Stanice
Newyorské metro je v permanenci každý den, kdy 470 stanic ze 472 funguje 24 hodin denně. Stanice metra jsou zpravidla zpřístupněny schodištěm, které sestupuje z úrovně ulice. Mnohé z těchto schodišť jsou malovány v odstínu zelené. Několik vstupních schodišť je umístěno do přilehlých budov. Téměř všechny vstupy do stanic obsahují barevné koule nebo čtvercové lampy, které označují jejich stav jako vstup.

## Statistika
- Délka kolejí – 1 056 km
- Délka tratí – 368 km
- Počet stanic – 468
- Rozchod koleje – 1435 mm.
- Počet linek – 26

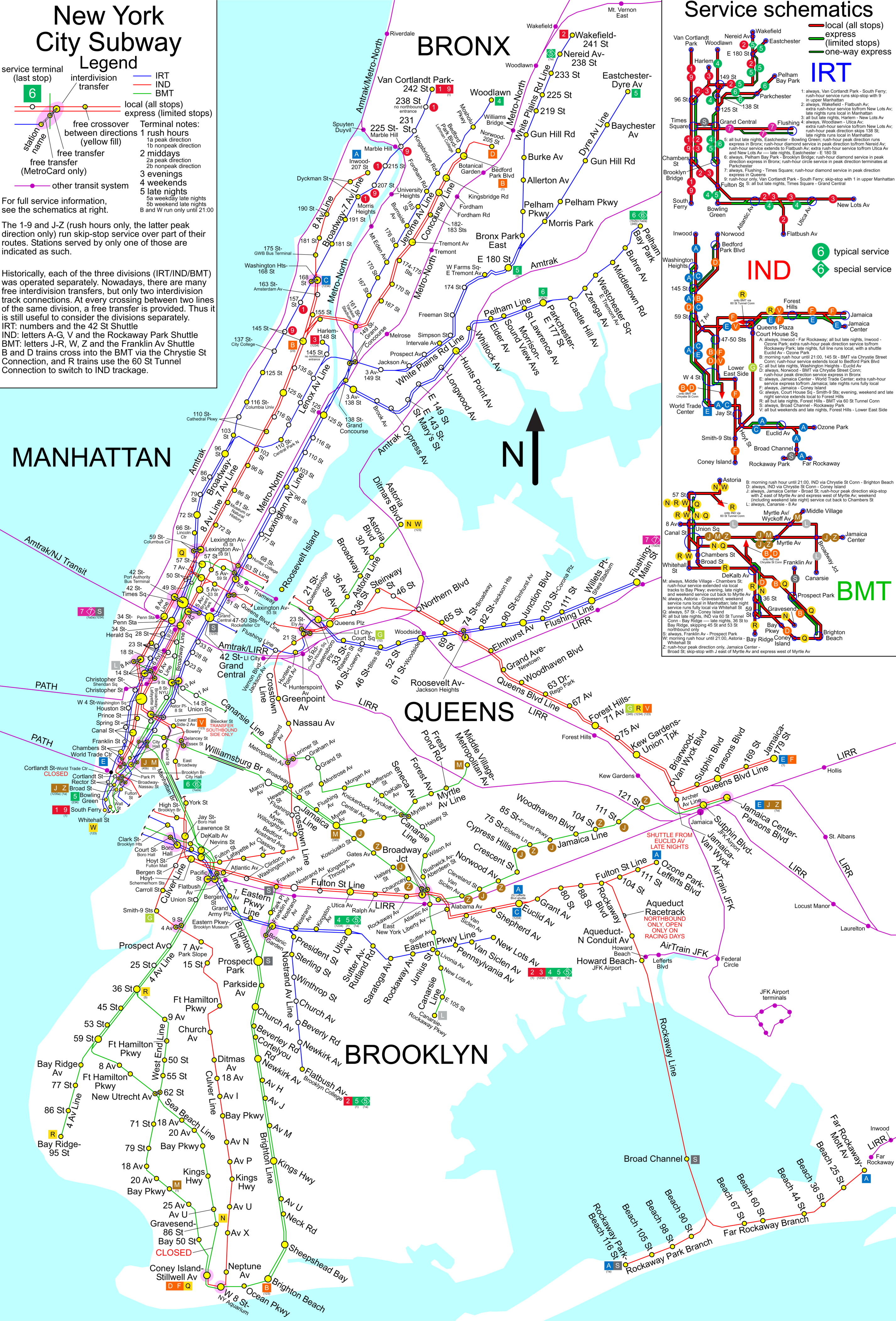
Mapa systému

- Cestujících denně – přes 6 milionů
- Podzemních tratí – 60 %
- Napájecí napětí – 625 V
- Nejhlubší stanice – 191st (linka 1), 60 m pod povrchem

## Historie
První podzemní trať byla otevřena v roce 1904, byla 15 km dlouhá a čtyřkolejná. První nadzemní trať byla postavena již o 35 let dříve. Postupem času se vytvořily dva konkurenční soukromí provozovatelé metra – společnosti BMT a IRT. Pak se o stavbu a provozování začaly zajímat městské úřady. Nejdříve tratě stavěly a dávaly je do pronájmu BMT a IRT, pak v roce 1932 zprovoznily vlastní systém IND. V roce 1940 pak město odkoupilo oba soukromé provozovatele a vytvořilo jednotnou síť. V newyorské síti metra byl také poprvé použit mechanický ventilátor.
Celková délka všech kolejí je uváděna v kilometrech, jenž činí 1056 km. Celková délka sítě je 383 km, protože některé tratě jsou dvoukolejné, tříkolejné i čtyřkolejné. Z toho 219 km vede pod povrchem. Celková délka všech kolejí, včetně servisních či propojovacích, činí 1355 km.

## PATH
Podzemní dráha Port Authority Trans Hudson spojuje Manhattan v NYC a Jersey City. Byla otevřena v roce 1908, má 4 linky, celková délka činí 22,2 km (11,9 pod povrchem) a celkový počet stanic je 13.